# Polypedilum leei
Polypedilum leei är en tvåvingeart som beskrevs av Freeman 1961. Polypedilum leei ingår i släktet Polypedilum och familjen fjädermyggor. Inga underarter finns listade i Catalogue of Life.